# Jane Wagner
Jane Wagner (Morristown, 26 febbraio 1935) è una scrittrice, regista e produttrice cinematografica statunitense.
È meglio conosciuta come collaboratrice e moglie dell'attrice Lily Tomlin.

## Biografia
Wagner è nata e cresciuta a Morristown, in Tennessee, dove ha rapidamente sviluppato un'inclinazione per la scrittura. Ha quindi frequentato la Morristown High School, scrivendo per il giornale della scuola. A 17 anni ha lasciato le colline del Tennessee orientale per perseguire una carriera da attrice a New York, dove ha anche studiato pittura e scultura alla School of Visual Arts di Manhattan, oltre a seguire lezioni di pianoforte.
All'inizio della sua carriera è andata in tournée con il Barter Theatre di Abingdon, Virginia, e più tardi ha lavorato come designer per aziende come Kimberly-Clark e Fieldcrest. Ha fatto il suo debutto come scrittrice con lo speciale pomeridiano della CBS J.T. del 1969, per il quale vinse il Peabody Award, attirando inoltre l'attenzione di Lily Tomlin, che in quel periodo stava cercando qualcuno che la aiutasse a sviluppare il personaggio di Laugh-In Edith Ann. Fu l'inizio di una collaborazione professionale e sentimentale assai duratura (culminata con il matrimonio nel 2013).
Wagner è stata infatti nominata ai Grammy Awards per gli album registrati dall'attrice e ha vinto tre Emmy Awards, oltre a un premio della Writers Guild of America, sempre con Tomlin, per gli speciali televisivi di quest'ultima. Ha scritto e diretto il film Attimo per attimo, con Tomlin e John Travolta, e ha scritto The Incredible Shrinking Woman. The Search for Signs of Intelligent Life in the Universe ha fatto vincere a Wagner un premio speciale del New York Drama Critics' Circle e un New York Drama Desk Award. L'adattamento cinematografico dell'opera le ha inoltre fatto vincere un Cable ACE Award. Wagner ha vinto un secondo Peabody per lo speciale della ABC, Edith Ann's Christmas: Just Say Noel (1996).